# Дост Мухаммед
Это статья — об афганском эмире. О персидском художнике см. Дуст Мухаммад.
Дост-Мухаммед-хан сын Паинда-хана из рода Баракзаев (также Дост-Магомет, 23 декабря 1793 — 9 июня 1863, Герат) — афганский эмир (с 1834 года).

## Биография
Двадцатый сын Паинда Мухаммад-хана (1758—1799), главы племени баракзаев (с 1774 года). Родился 23 декабря 1793 года в Кандагаре (Дурранийская империя). Его мать происходила из тюркского кызылбашского племени. Владел пушту и азербайджанским языком, на котором говорил с кызылбашами. В 1799 году его отец Паинда Мухаммад-хан был казнён по приказу Земан-шаха Дуррани. Преемником Паинды-хана и главой племени баракзаев стал его старший сын Фатх Али-хан (1778—1819). Дост Мухаммед впервые упоминается в 1803 году, когда он стал помощником своего старшего брата Фатх Али-хана, влиятельного министра Махмуд-шаха Дуррани. В 16 лет он стал начальником личной охраны Фатх Али-хана, в 18 лет ему было поручено командование войсками, находившимися в распоряжении старшего брата. Махмуд-шах Дуррани принял Дост Мухаммеда к своему двору и назначил помощником и заместителем Фатх Али-хана. В 1817 году Дост Мухаммед попал в шахскую опалу и два года находился под домашним арестом в Кашмире.
В 1819 году по приказу Махмуд-шаха Дуррани Фатх Али-хан ослеплён и казнён. Узнав об этом, Дост Мухаммед внезапно захватил Кабул и посадил на престол Султана Али, сына Тимур-шаха Дуррани, а себя назначил его визирем. Махмуд-шах Дуррани с 30-тысячной армией выступил из Герата против Дост Мухаммеда, но по пути заподозрил своих военачальников в измене и отказался от запланированного похода. Баракзаи утвердились в Кабуле. Тогда же другой брат Фатх Али-хана, Пурдиль-хан, захватил Кандагар, а ещё один — Мухаммад Азим-хан — утвердился в Пешаваре. Позже Мухаммад Азим-хан также взял Кабул, предоставив своему младшему брату Дост Мухаммеда Газни. Дост Мухаммед, будучи умным и восприимчивым человеком, рассудительным и осторожным в беседах, храбрым и бесстрашным в боях, стремился возглавить племя баракзаев. В 1821 году Мухаммад Азим-хан предпринял карательный поход на своего младшего брата, осадил его в Газни и вынудил к покорности. В 1823 году после смерти Мухаммад Азим-хана ему наследовал сын Хабибулла-хан, который вскоре был отстранён от власти своим дядей Шердиль-ханом. В 1826 году после смерти Шердиль-хана Дост Мухаммед предпринял поход на Кабул и в 1827 году захватил столицу. Другие братья должны были признать власть Дост Мухаммеда над Кабулом, Газни и Кухистаном.
Помимо родного языка, Дост Мухаммед знал турецкий, урду, панджаби и кашмири.

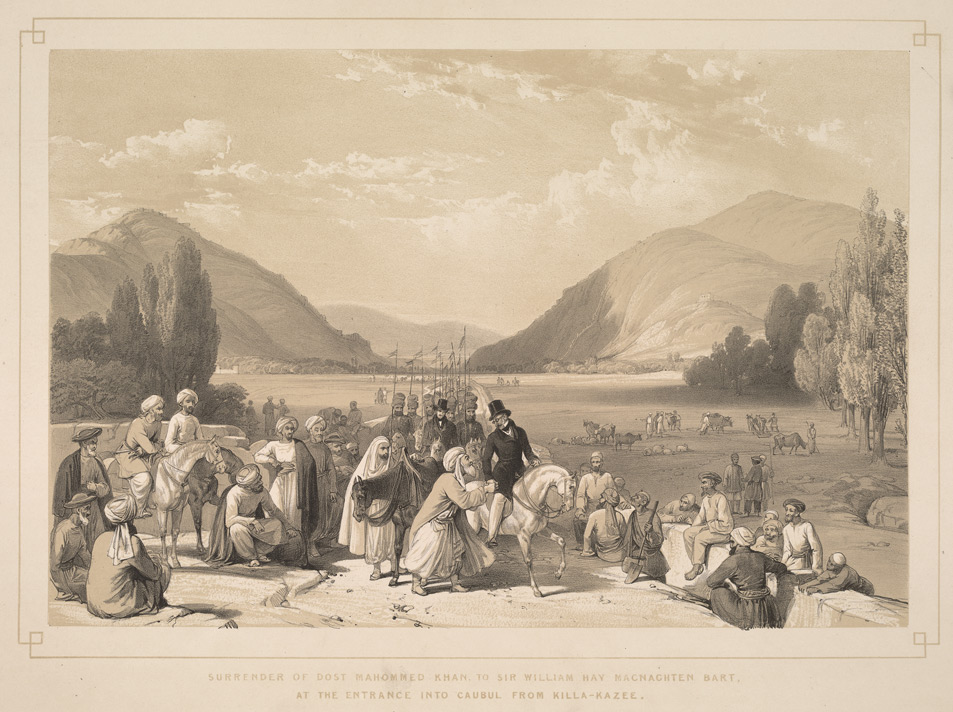
Дост Мухаммад сдаётся Макнахтену.

После распада Дурранийской державы в 1818 году Дост Мухаммед управлял (с 1826/1827) Кабульским и Газнийским княжествами. В 1831 году он приступил к созданию регулярной армии, в 1833 году внезапным ударом он захватил Джелалабад. В 1834 году провозгласил себя эмиром, положив начало новой, Баракзайской династии. В 1836 году он собрал 60-тысячное войско для войны с правителем Пенджаба Ранджит Сингхом (1801—1839), захватившим в 1832 году Пешавар и угрожавшим Кабулу. Однако, убедившись, что армия сикхов превосходит его силы, он уклонился от битвы и вернулся в Кабул.
Объединительная политика Дост Мухаммеда, в которой он пытался заручиться поддержкой России, встретила противодействие Великобритании. В 1838 году Великобритания развязала войну против Афганистана. В июле 1839 году в Афганистан вторгся Шах-Шудра Дуррани (младший брат Махмуда-шаха) со вспомогательным английским войском. В том же месяце англичане, воспользовавшись предательством, взяли Газни. В августе Дост Мухаммед без боя сдал Шах-Шудже Кабул и бежал в Бухару. Вскоре ему стало известно, что Шах-Шуджа очень непопулярен, что против него вспыхивают частые восстания и что он держится у власти только благодаря военной помощи англичан. Летом 1840 года Дост Мухаммед решил продолжить борьбу и вернулся в Афганистан, где занял Бамиан. В сентябре того же года Дост Мухаммед потерпел поражение от англичан и едва не попал в плен. Он укрылся в Кухистане, где с его прибытием началось мощное восстание. В ноябре в сражении у Парвана Дост Мухаммед нанёс поражение англичанам. Вопреки ожиданиям, Дост Мухаммед не стал развивать успех, распустил свои силы, уехал в Кабул и сдался британскому посланнику Макнахтену. В ноябре 1840 года Дост Мухаммеда вместе с семьёй перевезли в Индию и поселили в Лодиане. Ост-Индийская компания назначила ему ежегодную пенсию в размере 300 тысяч рупий.
В 1841 году в Афганистане вспыхнуло народное восстание против английского господства. Афганцы истребили многие английские гарнизоны. В апреле 1842 года английского ставленника Шах-Шуджа убили. Тогда англичане освободили Дост Мухаммеда-хана и предложили ему вернуться в Кабул. Он согласился и получил назад свои владения. Дост Мухаммед вернулся в Афганистан и вторично занял эмирский престол в Кабуле. Восстановив свою власть, он провёл военную реформу и создал пять регулярных полков. Его советником стал пленный английский генерал Кэмпбелл, принявший ислам и исполнявший в афганской армии должность инструктора. Дост Мухаммед стал постепенно расширять свои владения. В 1843 году были подчинены центральные районы от Бамиана до окрестностей Мазари-Шарифа, а кроме того, весь Хезареджат до границ Кандагарской и Гератской областей.

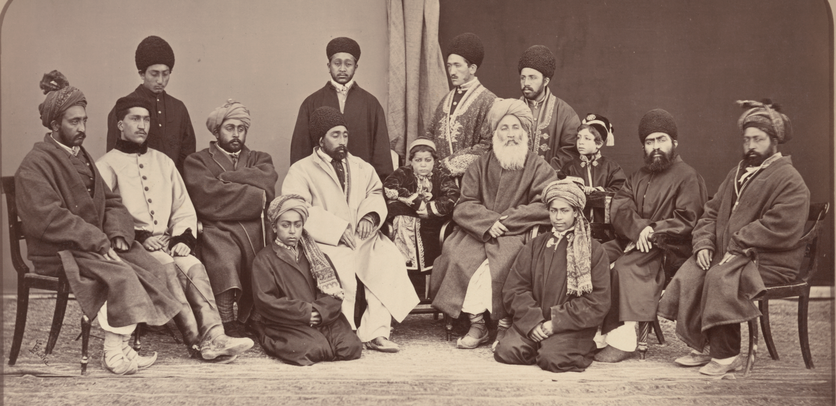
Дост Мухаммед (первый справа от центра) в окружении членов семьи

В 1849 году власть Дост Мухаммеда признали правители северных областей, лежавших за Гиндукушем (в том числе Балх). В 1855 году после смерти своего брата Кухандиль-хана, правившего в Кандагаре, Дост Мухаммед захватил этот город. Англичане признали захваты Дост Мухаммеда, но взамен потребовали признать их власть над Белуджистаном, прежде входившим в состав Афганского государства. В июне 1862 года после 10-месячной осады Дост Мухаммед-хан захватил Герат.
30 марта 1855 года афганский эмир Дост Мухаммед заключил военно-политический союз с Британской Ост-Индийской компанией. В 1857 году Дост Мухаммед объявил войну Персии, поддержав Великобританию. Во время Индийского народного восстания 1857—1859 годов Дост Мухаммед оказывал помощь повстанцам.
9 июня 1863 года 70-летний Дост Мухаммед скончался в завоёванном им Герате. Согласно его завещанию, престол унаследовал его сын Шир-Али-хан (1863—1866).
У Дост Мухаммеда было 14 законных жён и одна незаконная, от которых у него родилось 52 ребёнка (29 сыновей и 23 дочери).